# Helonoma
Helonoma é um género botânico pertencente à família das orquídeas (Orchidaceae). Foi proposto por Garay em Botanical Museum Leaflets 28(4): 327, em 1982, tipificado pela Helonoma americana (C.Schweinf. & Garay) Garay, descrita como Manniella americana C.Schweinf. & Garay, em 1962. O nome do gênero vem do grego helonomus, que significa habitante dos brejos.
A aceitação deste gênero encontra-se em discussão. Recentemente Szlachetko descreveu um novo gênero peruano, Wallnoeferia, tipificado por uma nova espécie, Wallnoeferia peruviana, similar a Helonoma, e em seguida reduziu o último a uma seção de Beloglottis. Especula-se também se o gênero Aracamunia não deveria ser incluído em Helonoma. O problema é que estas plantas, provenientes de áreas remotas, raramente são encontradas e não foram ainda estudadas em detalhe, nem passaram por análises moleculares.
O gênero Helonoma é composto por apenas três espécies que vivem sobre amontoados de musgo, em ravinas úmidas, campo aberto à beira de correntezas ou florestas,  de 1200 a 2600 metros de altitude. Existem em pequenas áreas distintas do Norte da Floresta Amazônica, no Brasil, Guiana e Venezuela, e também nos Andes peruanos.
Estas ervas apresentam raízes carnosas, com longos pelos prateados brilhantes, característica que distingüe este gênero de todos os outros; muitas folhas dotadas de pecíolo alvacento, presentes durante a floração, formando uma roseta terminal no pseudocaule. A inflorescência costuma ser longa e delgada, com brácteas espaçadas, e poucas flores terminais ressupinadas, estas de sépalas fundidas pelo menos até a metade do comprimento.

## Espécies
1. Helonoma americana (C.Schweinf. & Garay) Garay, Bot. Mus. Leafl. 28: 328 (1980 publ. 1982).
2. Helonoma bifida (Ridl.) Garay, Bot. Mus. Leafl. 28: 328 (1980 publ. 1982).
3. Helonoma chiropterae (Szlach.) Carnevali & G.A.Romero, Orchids Venezuela, ed. 2: 1136 (2000).